# Памятник Екатерине II (Вышний Волочёк)
Памятник Екатерине II — памятник русской императрице Екатерине II Великой, открытый 16 сентября 2007 года в центре Вышнего Волочка. Монумент расположен на пересечении Ванчаковой линии и Казанского проспекта между Венециановским сквером и зданием Вышневолоцкого драматического театра.

## Описание памятника
Бронзовый памятник изображает императрицу Екатерину II величественно восседающей на троне, украшенном орлиными головами на подлокотниках и лапами на ножках, на вершине его — российский герб. Императрица одета в парадное одеяние, поверх которого накинута мантия, отороченная горностаем. В правой руке она держит скипетр, в левой — венок, символизирующий её указ об учреждении города Вышний Волочёк. Высота монумента 2 метра 80 сантиметров, вес 1700 килограммов. Памятник находится на специально отстроенной площадке на гранитном постаменте.
Автор памятника заслуженный художник Юрий Злотя объяснил своё видение этой исторической личности:

Я старался сделать свою работу так, чтобы она понравилась прежде всего самой Екатерине.

## История памятника

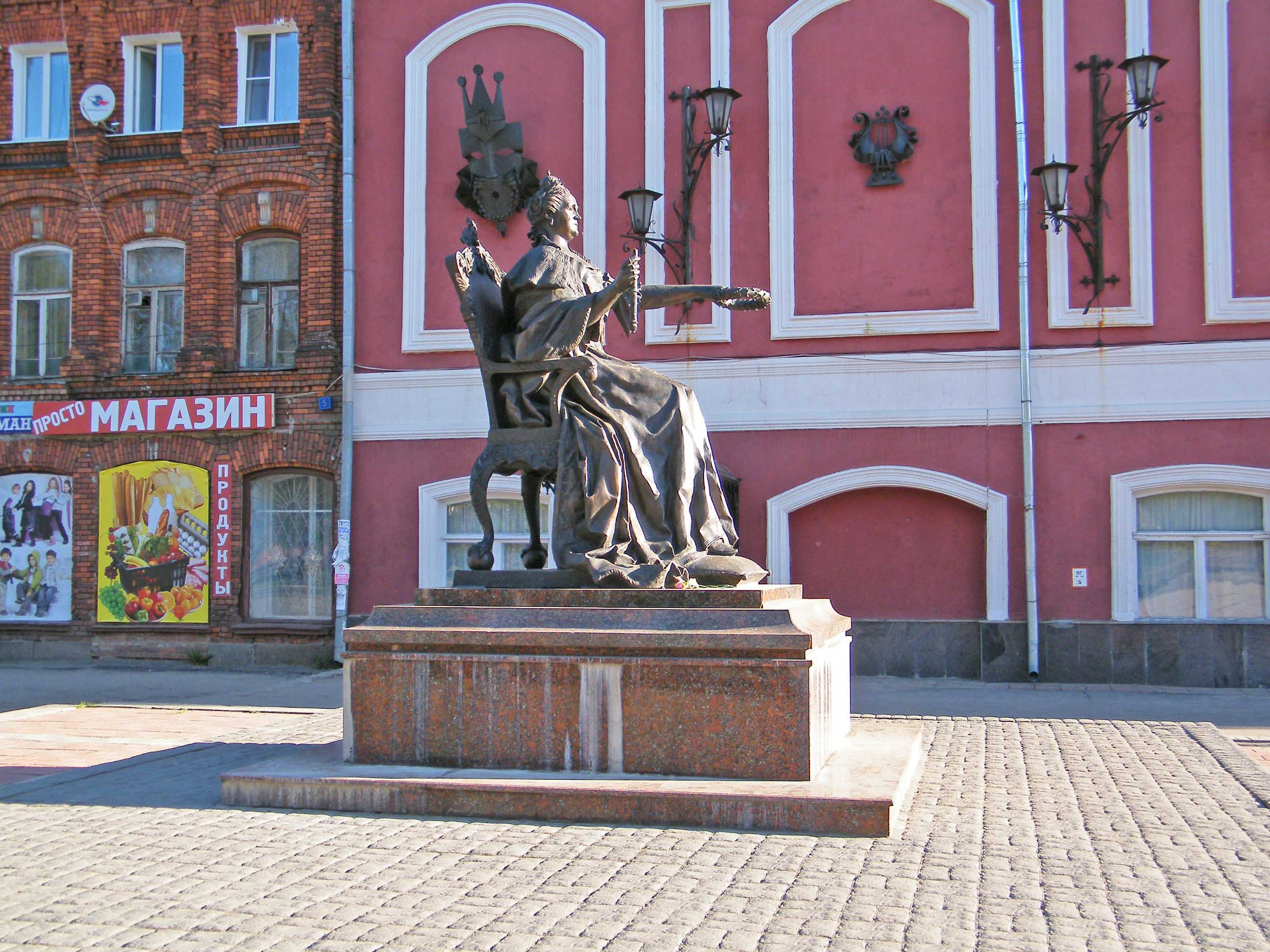
Вышний Волочёк. Памятник Екатерине II.

28 мая 1770 года императрица Екатерина II повелела рассмотреть в Сенате вопрос об административном статусе Вышнего Волочка, то есть об учреждении его городом. А спустя два года, 2 апреля 1772 г., ещё один — об устройстве вновь учреждаемого города и его гербе, который представляет собой серебряный щит с вершиною горностаевого меха и императорской короной над груженой лодкой на голубой ступенчатой террасе.
За присвоение статуса города в Вышнем Волочке чтят память Екатерины II Великой. Появление памятника императрице было запланировано ко второму культурно-туристскому форуму «Диалог культур на Великом водоразделе».

## Открытие памятника
Открытие монумента императрице было одним из самых значимых пунктом в рамках второго культурно-туристского форума «Диалог культур на Великом водоразделе» в Вышнем Волочке.
Вначале, как и положено по этикету, перед императрицей, демонстрируя своё почтение, прошествовали в танце, под аккомпанемент духового оркестра академии ПВО из Твери её фрейлины. После этого исторического пролога над площадью зазвучали марш Преображенского полка, столь любимого императрицей, и современный гимн Вышнего Волочка. В церемонии официального открытия принимали участие первый заместитель губернатора Тверской области Михаил Зайцев, мэр Вышнего Волочка Марк Хасаинов, главный федеральный инспектор в Тверской области Юрий Цеберганов, депутаты Законодательного Собрания, представители духовенства. Архиепископ Тверской и Кашинский Виктор освятил монумент.
Первый заместитель губернатора Тверской области Михаил Зайцев заявил:

Среди славных дел Екатерины Второй для всех жителей Тверской области значимым является дарование статуса города Вышнему Волочку в 1770 году. Сооружение памятника императрице показывает, с каким уважением горожане относятся к своей истории.

## Акты вандализма
Летом 2011 года у скульптуры Екатерины II Великой неизвестные вандалы отломали часть скипетра. Утрату не сразу заметили, потому точную дату акта вандализма установить не удалось.